# 長尾鶏センター
長尾鶏センター（おながどりセンター、ちょうびけいセンター）は、高知県南国市にあるオナガドリの保養施設および観光施設である。
飼育は昔ながらに止箱（とめばこ:1羽ずつ飼養する細長い洋服箪笥のような特殊な飼育箱）で飼育し、オナガドリの繁殖も行う。オナガドリにふれたり、写真撮影も可能。館内には、長尾鶏に関する新聞記事、雑誌、写真、標本（はく製）などの資料展示がある。
高知のオナガドリは国の特別天然記念物で、高知県が原産の品種である 。